# Yoga Sutra

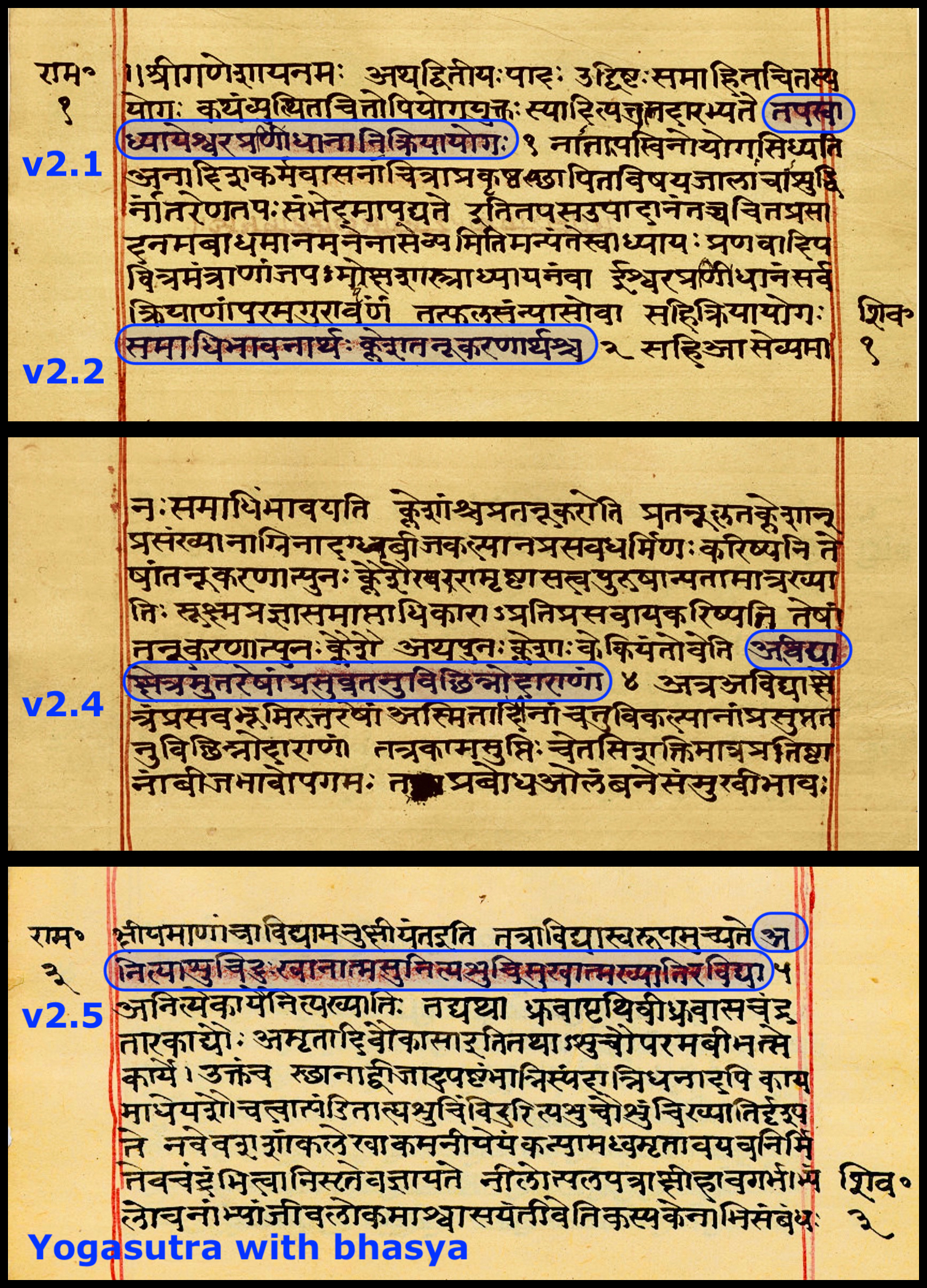
Pagini dintr-un manuscris istoric Yoga Sutra

Yoga Sutra de Patañjali este o colecție de sutre (aforisme) sanscrite despre teoria și practica yoga - 195 de sutre (conform lui Vyāsa și Krishnamacharya) și 196 de sutre (conform altora, inclusiv BKS Iyengar). Yoga Sutra a fost compilată la începutul secolelor CE, de către înțeleptul Patanjali din India, care a sintetizat și organizat cunoștințele despre yoga din tradiții mult mai vechi.
Yoga Sutra este cel mai bine cunoscută pentru referirea la ashtanga, opt elemente de practică care culminează cu samadhi. Cele opt elemente sunt yama (abstinențe), niyama (respectări), asana (posturi de yoga), pranayama (controlul respirației), pratyahara (retragerea simțurilor), dharana (concentrarea minții), dhyana (meditația) și samadhi (absorbția). Scopul principal al practicii este kaivalya (izolarea lui purusha de prakṛiti și eliberarea din reîncarnare, adică Moksha), discernerea purusha (spiritul universal prezent pretutindeni, în toate și în toată lumea, tot timpul, etern, indestructibil, fără formă și omniprezent, care dă viață materiei, sursa întregii conștiințe,care creează unitatea în toate formele de viață, în întreaga umanitate și esența Sinelui), conștiința-martor, ca fiind deosebită de prakriti (lumea materială, natura, materia, caracterul fizic și psihologic, constituția, temperamentul, dispoziția; include toate aspectele cognitive, morale, psihologice, emoționale, senzoriale și fizice ale realității), aparatul cognitiv, și dezlegarea purusha de pângăririle încurcate ale prakriti.
Yoga Sutrele s-au construit pe noțiunile Samkhya (școală dualistă de filozofie indiană) de purusha și prakriti și sunt adesea văzute ca complementare. Sunt strâns legate de budism, încorporând o parte din terminologia sa. Samkhya, Yoga și Vedanta, precum și jainismul și budismul, pot fi văzute ca reprezentând diferite manifestări ale unui flux larg de tradiții ascetice în India antică, spre deosebire de tradițiile bhakti și ritualismul vedic care erau predominante la acea vreme.
Tradiția contemporană yoga consideră Yoga Sutra lui Patañjali ca fiind unul dintre textele fundamentale ale filozofiei yoga clasice. Cu toate acestea, însușirea - și deturnarea - a Yoga Sutrelor și influența acesteia asupra sistematizărilor ulterioare ale yoga a fost pusă la îndoială de David Gordon White, care susține că textul a căzut într-o relativă obscuritate timp de aproape 700 de ani, din secolul al XII-lea până în secolul al XIX-lea, și a revenit la sfârșitul secolului al XIX-lea datorită eforturilor lui Swami Vivekananda, a Societății Teozofice și a altora. A câștigat proeminență ca un text clasic în secolul al XX-lea.